# Уговор о стварању Савеза Совјетских Социјалистичких Република
Декларација и Уговор о формирању Савеза Совјетских Социјалистичких Република (рус. Декларация и договор об образовании Союза Советских Социалистических Республик) званично је створио Савез Совјетских Социјалистичких Република (СССР), познатији као Совјетски Савез. Њиме је дејуре легализована политичка унија неколико совјетских република која је постојала од 1919. године и створена је нова савезна влада чије су кључне функције биле централизоване у Москви. Њену законодавну власт чинили су Конгрес Совјета Совјетског Савеза и Централни извршни комитет Совјетског Савеза (ЦИК), док је Савет народних комесара чинио извршну власт.
Уговор, заједно са Декларацијом о стварању СССР-а, одобрен је 30. децембра 1922. године на конференцији делегација Руске СФСР, Закавкаске СФСР, Украјинске ССР и Белоруске ССР. Уговор и Декларацију је потврдио Први свесавезни конгрес Совјета и потписали шефови делегација – Михаил Калињин, Михаил Чакаја и Григориј Петровски, Александар Червјаков30. децембра 1922. године. Уговор је омогућио флексибилност за пријем нових чланова. Дакле, до 1940. године Совјетски Савез је од оснивачких четири (или шест, у зависности од тога да ли су примењене дефиниције из 1922. или 1940.) прерастао у 15 република.
Дана 8. децембра 1991, руски, украјински и белоруски председници потписали су Беловешки споразум. Споразум је прогласио распад СССР-а од стране његових преосталих држава оснивача (отказивање Уговора о стварању СССР-а) и успоставио Заједницу независних држава (ЗНД). Украјински и белоруски парламенти су 10. децембра ратификовали споразум. Дана 12. децембра, споразум је ратификовао руски парламент, па се руска СФСР одрекла Уговора о стварању СССР-а и де факто прогласила независност Русије од СССР-а.
26. децембра 1991. СССР је самораспао Савет република Врховног совјета Совјетског Савеза, горњи дом Врховног совјета Совјетског Савеза (доњи дом, Совјет Савеза, био је без кворумa).

## Позадина
Текст уговора припремила је комисија Централног комитета Комунистичке партије Совјетског Савеза (у то време Руске комунистичке партије (бољшевика)).
Уговор је био резултат многих унутрашњих политичких сукоба унутар бољшевичке партије и влада унутар Уније. У почетку, Владимир Лењин није видео да ће руска Октобарска револуција окончати све стране границе као такве. Тај став су подржавали Лав Троцки и његови следбеници, који су веровали да је Русија само први корак у будућој светској револуцији. Међутим, како се Црвена армија приближавала ивицама бивше Руске империје и њеним границама (укључујући новостворене границе области које су прогласиле независност након Октобарске револуције), требао јој је изговор да их пређе. Један такав метод је било стварање алтернативне владе, Совјетске Републике, која би потом преузела власт пошто је Црвена армија збацила постојећу владу. То је био случај са Украјином, Грузијом, Јерменијом и Азербејџаном и неуспелим кампањама као што су балтичке државе и Пољска. Алтернативно, користио би присуство мањине да подрива сталну војску (као што је успостављање Татарске и Башкирске аутономије) и, тамо где није било националне мањине, владу засновану на географском локалитету – Далекоисточна Република, Туркестан.
Међутим, крајњи неуспех Црвене армије у Пољско-совјетском рату ставио је на чекање планове бољшевичке светске револуције. Истовремено, растућа фигура Јосифа Стаљина тежила је другачијем плану. Сам Лењин је видео стварање националних република као трајну карактеристику у складу са његовом политиком коренизације. У пролеће 1922. Лењин је доживео први мождани удар, а Стаљин, који је још увек био народни комесар за националности, добио је нову званичну фотељу као генерални секретар Комунистичке партије.
Стаљин је тврдио да је, пошто је грађански рат у Русији сада завршен, а ратни комунизам замењен новом економском политиком, неопходно реорганизовати бољшевичку државу у јединствену суверену целину, како би њен правни де јуре оквир одговарао де факто стање. Тај процес би захтевао ликвидацију многих расцепканих совјетских влада и враћање врховне власти Москви.
У јануару 1922. године Георгиј Чичерин, тадашњи народни комесар спољних послова, послао је званични упит властима руске СФСР о могућности заступања правних интереса других република. Стаљин је заузео став да Руска СФСР треба да представља остале републике у области спољне политике (укључујући и на конференцији у Ђенови 1922), иако није постојао правни акт који би јој дао таква овлашћења. Први разговори између власти појединих република о изради уговора почели су у августу 1922. године.
Линија је ишла у директан сукоб како са заговорницима коренизације, тако и са неким од локалних власти, посебно у Украјини (где јој се противио Кристијан Раковски) и Грузији (где је спор довео до Грузијске афере). Дакле, уговор се може посматрати као компромис између различитих група унутар бољшевичког табора да се задовоље аспирације великих мањина (наведени примери Грузије и Украјине), а такође и да се омогући потенцијална експанзија. Белорусија је била најмања република, али су њени званични језици укључивали пољски и јидиш поред руског и белоруског како би се поткопао ауторитет суседне Друге Пољске Републике и искористила њена значајна јеврејска мањина, као и Белоруси и Украјинци у Пољској као будућност пета колона. Истовремено, створила је нову централизовану савезну владу у којој би кључне функције јасно биле у рукама Москве.

### Списак претходних уговора
- 30. септембар 1920, Уговор о војној и економској унији (Руска СФСР и Азербејџанска ССР).
- 28. децембар 1920, Уговор о радничко-сељачком савезу (Руска СФСР и Украјинска ССР).
- 16. јануар 1921, Уговор о радничко-сељачком савезу (Руска СФСР и Белоруска ССР).[4]

## Потписници
- Делегација РСФСР (19): Михаил Калињин, Дмитриј Курски, Јосиф Стаљин, Јанис Руџутакс, Авел Јенукидзе, Екабс Јансонс, Алексеј Риков, Георгиј Пјатаков, Нариман Нариманов, Сахиб-Гареј Саид- Галијев А.
- Делегација УкрССР (23): Григориј Петровски, Александар Сербиченко, Александар Ремејко, И. Бугај, М. Смирнов, Константин Гули, Иван Клименко, Пашковски, Николај Пахомов, Васил Пораико, В. Ветошкин, К. Мануилски
- Делегација ТСФСР (27): Газанфар Мусабеков, Филип Макхарадзе, Саргис Хамбарџумјан, Сахак Тер-Габриељан, Сергеј Киров, М. Кулијев, Левон Мирзојан, Александар Џатијев
- Делегација БССР (17): Александар Червјаков, Вацлав Богуцки, Јанис Фабрицијус, Лиокумович
  - Напомена: наведена су имена чији су потписи препознати; у загради је укупан број представника

## Епилог

### Политика
У почетку, уговор је мало променио главни политички спектар. Већина руководећих положаја врховних органа РСФСР-а аутоматски је пренета на оне из СССР-а. На пример, Лењинова позиција као председавајућег Савета народних комесара РСФСР-а (СНК), коју је обављао од Револуције, сада би била трансформисана у председника Савезног СНК. Међутим, пошто је Лењин остао болестан од можданог удара, обе његове столице би заузео Алексеј Риков као вршилац дужности шефа владе.
Положај Јосифа Стаљина као генералног секретара Комунистичке партије такође је био непромењен. Међутим, став странке је био. Пре споразума, Руска комунистичка партија (бољшевици) (РКП(б)) је имала своје бирое за надгледање активности у удаљеним регионима као што су Туркестански биро, Закавкаски биро итд. Након Уговора, партија је реорганизована у Све - Савезна комунистичка партија (бољшевици) (ВКП(б) – В за Всесоиузнаиа, Свесавез). Иако су републичке партије остале, руска партија је задржала своју примус интер парес позицију, али је и званично преузела врховну власт у СССР-у.

### Централна Азија
Једна област у којој совјетска подела власти није решена током потписивања уговора била је совјетска Централна Азија, која је садржала неколико проблема. Главно бојно поље током Руског грађанског рата, регион би након њега остао нестабилан. Туркестан је дошао под руску контролу прилично недавно, између 1867. и 1885. године. Штавише, за разлику од других етничких граница бившег Руског царства, које су биле разграничене током царских дана (на пример, Закавказје је изгубило феудалну управу до средине 19. века), совјетске власти су наследиле две покрајине које де јуре никада нису биле део Русије. прави, Бухарски емират и хивски канат. Током грађанског рата у Русији, делиле су судбину осталих република, али чак и тамо њихов посебан статус је сачуван, а успостављене су као Бухаранска и Хорезмска народна совјетска република. Упркос победама Михаила Фрунзеа, сукоб је био у току, а читаве провинције су биле под контролом покрета Басмачи 1922.
Да би се то питање решило, у складу са политиком коренизације предузет је масивни програм националног разграничења у Централној Азији. Дана 27. октобра 1924. године, ТсИК је издао декрет којим су некадашње Бухарске, Хиванске Народне Републике, као и Туркестан РСФСР-а реорганизоване у Узбекистанску ССР и Туркменску ССР, од којих су обе постале пуноправне савезне републике 13. маја 1925. Границе нових република су се у одређеној мери поклапале са етно-социјалним, језичким и племенским групама које су насељавале дотичне регионе, а Узбекистан је у почетку такође садржавао новоформирану Таџикистанску Аутономну Совјетску Социјалистичку Републику, која ће бити подигнута у пуну Савезну Републику 16. октобра 1929. да постане Таџичка ССР. У међувремену, 1924. године Кара-Киргишка аутономна област је издвојена из североисточног дела бившег Туркестана, да би била надограђена на ниво Аутономне ССР (унутар РСФСР) и на крају постала република на нивоу савеза у облику Киргизије ССР 1936, заједно са „ Киргиском аутономном ССР “ која је постала Казахстанска ССР.

### Совјетски устав
У јануару 1924. године, Други конгрес Совјета Совјетског Савеза, који је сазван у складу са уговором, ратификовао је први совјетски устав из 1924. године. Текст устава је у суштини преписани и проширени уговор. Чак садржи исту декларацију. Уговор је имао 26 чланова, али је устав имао једанаест поглавља и 72 члана.

## Последице и законитост
У Украјини је споразум одобрен на Седмом свеукрајинском конгресу Совјета у децембру 1922. усвајањем Декларације о стварању Савеза Совјетских Социјалистичких Република и Изјаве о принципима Устава Савеза Совјетских Социјалистичких Република.
Неки стручњаци тврде да је првобитни Савез Совјетских Социјалистичких Република као такав престао да постоји након усвајања совјетског устава из 1936. 5. децембра 1936. године, који је у великој мери променио унутрашње уређење и реорганизовао Совјетски Савез из конфедерације у централизованију федералну земља. Уместо Конгреса совјета, новим уставом је створен стални парламент, Врховни совјет. Такође је повезао већину власти и најзначајније афирмисао улогу Комунистичке партије као „покретачке снаге“ радних маса Совјетског Савеза.
Што се тиче првобитног Уговора, усвајањем Устава реорганизован је састав Уније са седам на једанаест ССР. 5. децембра 1936. Закавкаска СФСР је разбијена на Јерменску, Грузијску и Азербејџанску ССР. Истог дана, две аутономије РСФСР, Казашка и Киргишка АССР, реорганизоване су као пуноправне републике.

## Други светски рат
У уводу у Други светски рат, неколико нових република је створено као резултат совјетских анексија других земаља. Прва је била Карело-Финска ССР, коју је Финска уступила СССР-у након совјетске инвазије на Финску 1939. године, која је 31. марта 1940. подигнута у савезну републику из Карелијске АССР, која је раније била део РСФСР-а.
Након инвазије и анексије балтичких држава 1940. године, Литванија, Летонија и Естонија су трансформисане у Литванску ССР (13. јула), Летонску ССР (21. јула) и Естонску ССР (такође 21. јула) и формално су припојене Совјетском Савезу. 3., 5. и 6. августа. Коначна република је била Молдавска ССР, која је спојила велику територију Бесарабије (анектирана од Румуније) са Молдавском АССР, која је раније била део Украјинске ССР.
После Другог светског рата нису успостављене нове републике. Уместо тога, Карело-Финска ССР је деградирана у аутономну републику и поново примљена у Руску СФСР 16. јула 1956. године.

## Поништење
Дана 8. децембра 1991. године, лидери Украјинске и Белоруске ССР и РСФСР састали су се да се договоре о поништењу споразума из 1922. године. Дана 26. децембра, Совјет република, горњи дом Врховног совјета Совјетског Савеза, ратификовао је релевантну резолуцију, чиме је заправо изгласао да Совјетски Савез не постоји (доњи дом, Совјет Унион, није могао да ради од 12. децембра, када је опозив руских посланика остао без кворума).

## Дискусија о важности уговора у време распада СССР-а
Председник Врховног совјета РСФСР Руслан Хасбулатов, који је потписао указ о отказивању Уговора о Унији, накнадно је изјавио да је уговор престао да постоји као државноправни документ усвајањем првог Устава СССР-а 1924. године.
Међу руским правницима не постоји консензус о дејству Уговора о Унији из 1922. у време распада Совјетског Савеза. Доктор правних наука Петр Кремњев сматра да је уговор имао међународноправни карактер и да је био на снази од момента доношења до распада СССР-а 1991. године. Дијаметрално супротан став заузима Дмитриј Лукашевич, кандидат правних наука, који сматра да је Унији из 1922. године конститутивни акт домаће правне природе. Он износи следеће аргументе: "Уговор о формирању СССР-а 1922. године није био међународноправни, већ конститутивни акт домаће природе. Функција овог уговора је само да успостави државу, а не да легитимише њено постојање. Као што је немогуће ликвидирати правно лице раскидањем уговора о његовом оснивању или ликвидирати читаву државу једноставним отказивањем уговора којим се оно оснива.У исто време, уговор у правом смислу није био споразум о стварању државе, али је био само део будућег Устава [1924], и, коначно, Уговор о формирању СССР-а 1922. првобитно је замишљен као део овог устава који се развијао, и стога је било једноставно немогуће денунцирати „или другачије прекинути у децембру 1991.“
Државна дума Руске Федерације је 15. марта 1996. године изразила свој правни став у вези са одлуком Врховног совјета РСФСР у „Отказивање Уговора о оснивању Совјетског Савеза“ као погрешног, неуставног акта који је донео тешко кршење Устава РСФСР, норми међународног права и тада важећег законодавства.

## Хронологија
- 21. децембар 1922. – Потписан уговор.
- 30. децембар 1922. – Ратификован уговор.[нејасно  — разговор]
- 27. октобар 1924 – Узбеки и Туркмени насељени региони Туркестанске АССР (раније РСФСР) и ликвидираних република Бухаре и Хорезма, које су подржавале покрет Басмачи, уздигнуте су у синдикалне републике.
- 16. октобар 1929. – Таџичка ССР настала од Таџикистанске АССР (део Узбекистанске ССР 1924–29).
- 5. децембар 1936. – Усвајање устава из 1936. године :
  - Подела Закавкаске СФСР на њене бивше федералне субјекте Јерменску, Грузијску и Азербејџанску ССР.
  - Подизање аутономних република Казахстана и Киргиза под управом РСФСР у савезне републике Казахстана и Киргиза.
- 31. март 1940. – После Зимског рата, Карелска АССР и територије које је уступила Финска (Финска Демократска Република) спојене су у Карело-Финску ССР.
- Август 1940 – Окупација балтичких држава од стране СССР-а праћена њиховом анексијом:
  - 3. август 1940. – Литванска ССР је укључена у састав СССР-а.
  - 5. август 1940. – Летонска ССР је укључена у састав СССР-а.
  - 6. август 1940. – Естонска ССР је укључена у састав СССР-а.
- 24. август 1940 – Молдавска ССР настала је од Молдавске АССР под украјинском управом и припојила румунску територију Бесарабију.
- 16. јул 1956. – Карело-Финска ССР деградирана у аутономну републику и поново припојена РСФСР-у, док је РСФСР такође задржала припојене финске територије током финско-совјетских сукоба (тзв. Зимски и Наставни рат).
- 1988–91 – Новоогоревски процес (неуспела реформација у Савез суверених држава) и „ парада суверенитета “ као шири фактори који су допринели распаду Совјетског Савеза
  - 14. март 1990. – уклањање искључивих права Комунистичке партије Совјетског Савеза (КПСС) из устава (процес „ демократизације “)
  - 12. јун 1990. – ратификација Декларације о државном суверенитету Руске Совјетске Федеративне Социјалистичке Републике од Совјетског Савеза од стране Конгреса народних посланика Русије, док је чланство у Уједињеним нацијама резервисано за Совјетски Савез ; ратификација декларације слави се као Дан Русије од 1992. године
- 19–22. август 1991. – Августовски пуч (неуспели покушај државног удара) чланова конзервативне фракције КПСС да зауставе Новоогоревски процес, забрањујући КПСС као странку која је довела до пуча, многе републике проглашавају независност као последице
- 8. децембар 1991. - Раскид Уговора о којем су се сложиле три од четири републике оснивачице, док је четврта чланица оснивач, Закавкаска Социјалистичка Федеративна Совјетска Република, распуштена још 1936. године.
- 21. децембар 1991. – Потписана је још једна декларација са остатком бивше Уније (осим Грузије и балтичких држава), којом се споразум раскида.
- 25. децембар 1991. – Председник Горбачов подноси оставку и проглашава своју функцију угашеном. Након завршетка његовог телевизијског говора, совјетска застава се спушта са Московског Кремља, након чега је замењена заставом Русије.
- 26. децембар 1991. – Уговор раскинут.